# NGC 1281
NGC 1281 је елиптична галаксија у сазвежђу Персеј која се налази на NGC листи објеката дубоког неба.
Деклинација објекта је + 41° 37' 47" а ректасцензија 3h 20m 6,3s. Привидна величина (магнитуда) објекта NGC 1281 износи 13,8 а фотографска магнитуда 14,8. NGC 1281 је још познат и под ознакама MCG 7-7-67, CGCG 540-108, PGC 12458.